# Финска православна црква
Финска православна црква (фин. Suomen ortodoksinen kirkko) аутономна је црква под јурисдикцијом Цариградске патријаршије. Има ранг архиепископије.

## Историја
Хришћанство је стигло у Финску из града Новгорода заједно са православним трговцима и монасима још на почетку 12. вијека. Испочетка, центри православља су били мали манастири. На почетку другог миленијума на језеру Ладога био основан Валамски манастир, а крајем 14. вијека и Коневецка обитељ. Печенски манастир на обали Беренцова мора је био основан у 16. вијеку. Током сљедећа два вијека, манастири су били потпуно разорени. Почетком 16. вијека, западне карелске земље су се налазиле под шведском влашћу. Дио становништва је пребјегао у Средњу Русију, а други дио је остао у Карелији и био преобраћен у лутеранство. Послије освајања Приладожја од стране Петра Великог на почетку 18. вијека, отпочео је нови период у историји православља у Карелији. Обновљен је Валамски манастир и Коневецка обитељ на језеру Ладога, и крајем 19. вијека био је обновљен и Трифоно-Печенски манастир на сјеверу. Приближно те године, основана је и Свето-Тројицка женска општина у Линтули, која је касније добила статус манастира.
Почетком 19. вијека, након Руско-шведског рата, између Русије и Шведске је био закључен договор којим је подијељена сфера утицаја на простору Финске. Бивши шведски посједи у Финској су припали Руској Империји. Као резултат тих промјена, број православног становништва у Финској се увећао за десет пута. У велике градове досељавали су се православни трговци и чиновништво, а и размјештали су се гарнизони. Црквену управу у Финској је вршио митрополит санктпетербуршки. Године 1892. била је основана самостална Епархија Виборга и све Финске. Православно становништво Финске су били Карелци, Руси, Финци и Лапонци.
Након Октобарске револуције (1917), Финска је добила независност. У независној Финској, Православна црква је добила статус државне цркве заједно са лутеранском црквом. Године 1921. патријарх московски и све Русије Тихон је дао Финској православној цркви статус аутономне цркве. Имајући у виду хаос и потешкоће које су владале у државном животу Совјетске Русије, православна црквена управа се обратила Цариградској патријаршији с молбом да прими Финску православну цркву под омофор васељенског патријарха. У складу с томосом од 6. јула 1923. Финска православна црква је добила статус аутономне цркве у рангу архиепископије под јурисдикцијом Цариградске патријаршије.
Црква је била нарочито активна у Карелији гдје је био највећи број парохија. Након Другог свјетског рата, евакуисано становништво из Карелије је било расељено по цијелој земљи и због тога су осниване нове парохије. Година 1950-их, основане су 2 епархије, које су територијално обухватале цијелу земљу. За централну Финску је била основана Карелска епархија, а јужна Финска и Лапонија су улазиле у састав Хелсиншке епархије. Године 1979. отворен је и викаријат Јоенсу, чији је епископ вршио архипастирске дужности непосредно при поглавару Финске православне цркве. Те године је била основана и Оулушка митрополија и рукоположен је митрополит.

## Устројство
Финска православна црква је аутономна црква у саставу Цариградске патријаршије. Црква има око 60.000 регистрованих парохијана. На челу Цркве се налази архиепископ карелски и све Финске Лав.
Финска црква, као архиепископија, организована је у 3 епархије: Карелску, Хелсиншку и Оулушку. Епископ Карелске епархије је и архиепископ ове Цркве. Епархијски архијереји носе титулу митрополита. Карелски архиепископ има и свог викарног епископа. Највише црквене власти су Црквени сабор (фин. kirkolliskokous), Архијерејски синод (фин. piispankokous) и црквена управа (фин. kirkollishallitus).
Црква има укупно 24 парохије и 2 манастира. Користи грегоријански календар. Друга је државна црква у Финској, поред Финске евангелистичко-лутеранске цркве.